# Ilten
Ilten est un quartier de la ville de Sehnde, située au sud-est de Hanovre sur la B 65.